# کانتون سالسیدو
کانتون سالسیدو (به اسپانیایی: Cantón Salcedo) یک منطقهٔ مسکونی در اکوادور است که در سان میگوئل واقع شده‌است.

## خصوصیات
کانتون سالسیدو ۷۰٬۰۰۰ نفر جمعیت دارد.